# 南巴布亚省

南巴布亚省在印尼的位置

南巴布亚省是印度尼西亚的一个省，位于巴布亚岛南部，沿用阿尼姆哈传统地区的边界。该省于2022年11月11日正式成立，包括原属巴布亚省的四个最靠南的县，这些县在2002年12月11日之前曾构成一个更大的梅劳克县。南巴布亚省的陆地面积为129715.02平方公里。截至2020年人口普查，该地区人口为513,617人，截至2023年中，官方估计人口为537973，是印度尼西亚人口最少的省份。首府萨洛尔印达。